# Rückkaufswert
Der Rückkaufswert bezeichnet den Betrag, den ein Lebensversicherer bei Rückkauf der Rechte des Versicherungsnehmers auf zukünftige Leistungen aus einem Lebensversicherungsvertrag an den Versicherungsnehmer hierfür bezahlt.
Im ursprünglichen Wortsinn „kauft“ der Versicherer die Rechte des Versicherungsnehmers aus dem Versicherungsvertrag vom Versicherungsnehmer „zurück“. Da die Initiative zum Rückkauf meist vom Versicherungsnehmer ausgeht, hat sich die Sprechweise eingebürgert, dass der Versicherungsnehmer den Vertrag „zurückkauft“, obwohl er derjenige ist, dem dabei die Zahlung in Höhe des Rückkaufswertes zusteht.

## Bedeutung des Begriffs
Bei Rückkauf „kauft“ der Versicherer die dem Versicherungsnehmer vertraglich versprochenen Rechte „zurück“ (vgl. Art. 90 VVG Schweiz und § 169 VVG Deutschland). Ausgangspunkt ist also, dass der Versicherungsnehmer aus einem Lebensversicherungsvertrag Rechte auf zukünftige Leistungen gegenüber dem Versicherer hat. Gibt der Versicherungsnehmer diese Rechte auf, muss der Versicherer ihm einen Ausgleich für diese aufgegebenen Rechte zahlen. Auch wenn es sich rechtlich nicht um einen Kauf handelt, wird in der Fachsprache hier der Begriff „Kauf“ verwendet. Es handelt sich um einen Tausch: Der Versicherer zahlt Geld an den Versicherungsnehmer, wenn dieser ein Recht gegen den Versicherer aufgibt. Im Unterschied zum Rückkaufsrecht im Kaufrecht hat allerdings hier nicht der Anbieter, also der Versicherer, sondern der Käufer, also hier der Versicherungsnehmer, das Recht, die Durchführung des Rückkaufs zu verlangen.
Daher soll der Rückkaufswert dem Wert dieser Rechte, abzüglich zukünftig noch vom Versicherungsnehmer zum Erhalt dieser Rechte zu zahlenden Beiträge, entsprechen. Damit ist gesetzlich bei vorzeitiger Vertragsbeendigung eine Kündigungsvergütung zu leisten, die sich ausschließlich auf die zukünftigen gegenseitigen Ansprüche aus dem Vertrag bezieht. Der Rückkaufswert basiert nicht auf den in der Vergangenheit gezahlten Beiträgen. Daher kann der Rückkaufswert, je nach Wert der Rechte auf zukünftige Leistungen aus dem Vertrag und den dafür zukünftig noch zu zahlenden Beiträgen, von der Summe der bis zur Kündigung gezahlten Beiträge abweichen, da das eine nicht direkt etwas mit dem anderen zu tun hat.
Tatsächlich liegen die Rückkaufswerte insbesondere anfangs oft deutlich unter der Summe der bis zur Kündigung gezahlten Beiträge. Dies ist darin begründet, dass die Beiträge nicht nur ein Preis für die tatsächliche Leistung an den Versicherungsnehmer sind, sondern wie jeder Preis sonst auch Margen für Gewinn und vor allem Betriebsaufwendungen beinhaltet (für die Preiskalkulation von Lebensversicherern nach § 138 Abs. 1 Versicherungsaufsichtsgesetz (VAG) Deutschland und § 18 Abs. 3 VAG Österreich gesetzlich vorgeschrieben). Daher ist der Wert der zukünftig zu erbringenden Leistungen aus jedem Vertrag anfänglich kleiner als der dafür erhobene Preis. Dies kann man in etwa mit dem Kauf eines Neuwagens vergleichen. Auch dessen Preis beinhaltet Kosten, z. B. die des Händlers und dessen Gewinn, die man bei einem Weiterverkauf des Wagens selbst nach nur kurzer Nutzung nicht wieder zurückerhalten kann. Der folgende Erwerber des Wagens wird ohne Rücksicht auf den Neupreis allein auf dessen Nutzwert schauen.
Die nach gesetzlicher Vorgabe mit Zahlung eines Rückkaufswertes erfolgende vorzeitige Kündigung eines Lebensversicherungsvertrages wirkt sich für den Versicherungsnehmer mithin nachteilig aus, da der Rückkaufswert entsprechend der gesetzlichen Definition anfänglich niedriger valutiert als die Summe der bisher gezahlten Beiträge. Allerdings hat der Versicherer bis dahin auch Versicherungsschutz geleistet, das heißt für alle verstorbenen Versicherten im Vergleich zu den Beiträgen sehr hohe Leistungen erbracht, für die er nach dem solidarischen Versicherungsprinzip Teile der Beiträge von allen verwendet.

## Anfänglich erhöhte Rückkaufswerte
Der Umstand, dass die Rückkaufswerte anfangs deutlich niedriger sind, als die Summe der gezahlten Beiträge, bewirkt, dass die Sparfunktion des Vertrages bei frühzeitiger Kündigung verloren geht. Daher wurden immer wieder Regelungen eingeführt, den Rückkaufswert gegenüber dem Wert der aufgegebenen Rechte des Versicherungsnehmers anfänglich zu erhöhen. Damit sollte ein gewisser Teil der bereits gezahlten Beiträge dem Versicherungsnehmer auch bei frühzeitiger Kündigung erhalten bleiben.
Ab 1987 hat das Bundesaufsichtsamt für das Versicherungswesen die Versicherer verpflichtet, gegenüber dem gesetzlich bestimmten Rückkaufswert anfänglich erhöhte Rückkaufswerte mit den Versicherungsnehmern zu vereinbaren. Mit der EU-Harmonisierung des Versicherungswesens entfiel diese Möglichkeit 1994. Damit blieb es bis zur Reform des VVG im Jahr 2008 bei der gesetzlichen Regelung, dass der Rückkaufswert dem Wert der aufgegebenen Rechte zu entsprechen hatte. Bei Verträgen nach dem Altersvermögensgesetz (AVmG) und nach dem Vermögensbildungsgesetz waren in Deutschland stets anfänglich erhöhte Rückkaufswerte zu vereinbaren. Für seit 2008 abgeschlossene Verträge sind nach § 169 VVG ebenfalls anfangs erhöhte Rückkaufswerte zu vereinbaren. In Österreich bestimmt § 176 Abs. 5 VVG für Verträge ab 2007 entsprechendes.
Die Zulässigkeit solcher Einschränkungen der Vertragsfreiheit ist auch in Zweifel gezogen worden. Die Gesetzgeber der Mitgliedsstaaten der EU und der EFTA (also damit auch Deutschland, Österreich und eingeschränkt die Schweiz) dürfen aufgrund der EU-Richtlinien nur noch eingeschränkt Vorgaben zur Ausgestaltung von Versicherungsverträgen vornehmen. In diesem Sinn hat der EFTA-Gerichtshof 2005 dem Staat Norwegen die gesetzliche Vorgabe anfänglich erhöhter Rückkaufswerte verboten. Eine Prüfung der heutigen deutschen oder österreichischen Regelung durch den EuGH wurde noch nicht veranlasst.
Obwohl anfänglich erhöhte Rückkaufswerte die Flexibilität der Versicherungsnehmer deutlich erhöhen, haben sie wirtschaftlich aufgrund der heutigen Rechtslage für alle Versicherungsnehmer einen wesentlichen Nachteil. Soweit ein Vertrag einen vertraglich oder gesetzlich bestimmten Rückkaufswert vorsieht, der über der nach handelsrechtlichen Vorgaben bestimmten Deckungsrückstellung liegt, ist die Deckungsrückstellung auf diesen Betrag anzuheben (in Deutschland z. B. in § 25 Abs. 2 RechVersV. Dies geschieht in Umsetzung einer verbindlichen EU-rechtlichen Vorgabe), die allerdings durch die EU-Richtlinie 2009/138/EG im Jahr 2016 abgeschafft wird. Im deutschen Recht ist eine Abschaffung bislang noch nicht vorgesehen. Diese Regelung hat zur Folge, dass die Vereinbarung anfänglich erhöhter Rückkaufswerte zusätzliche Kosten verursachen, die letztlich die Überschussbeteiligung aller Versicherungsnehmer mindert. Ohne diese Vorschrift könnten die Versicherer anfänglich erhöhte Rückkaufswerte insgesamt deutlich günstiger anbieten. Daher sind Versicherer sehr zögerlich, Rückkaufswerte zu vereinbaren, die über der ansonsten anzusetzenden Deckungsrückstellung liegen. Der BGH hat in seinem Urteil zur Problematik der Rückkaufswerte im Jahr 2005 trotz fehlender vertraglicher Regelung (zum Rückkaufswert) eine richterliche Vertragsergänzung nur im Umfang einer hälftigen Teilung des Unterschiedsbetrages zwischen einer Rückvergütung der Sparbeiträge und dem ursprünglich vorgesehenen Rückkaufswert vorgesehen, um sowohl die Interessen der verbleibenden wie auch der abgehenden Versicherungsnehmern zu berücksichtigen. Der Bundesgerichtshof berücksichtigte hierbei, dass der Vorfinanzierungsbedarf der bei Vertragsabschluss erbrachten Leistungen letztlich stets auf die vom Versicherer erhobenen Preise umgelegt werden. Letztlich geht es nur um die Frage, wie dieser fair zwischen den vorzeitig abgehenden und verbleibenden Versicherungsnehmern aufgeteilt wird.

## Rückvergütung im Unterschied zum Rückkaufswert
Kündigungsvergütungen, die auf den in der Vergangenheit gezahlten Beiträgen beruhen, heißen „Rückvergütung“. Gesetzlich ist aber die Zahlung eines Rückkaufswertes, keine Rückvergütung, vorgesehen. Damit werden die geschäftsfähigen Bürger nicht gesetzlich aus der Verantwortung, die sie mit ihrem Vertragsabschluss übernommen haben, entlassen, sondern werden bei Kündigung wirtschaftlich genauso gestellt, wie sie bei Erfüllung des Vertrages gestanden hätten.
Eine Rückvergütung wird gezahlt, wenn der Vertrag ab Beginn unwirksam war und daher der Vertrag nach den Grundsätzen des Bereicherungsrechts rückabgewickelt werden muss.

## Vereinbarung des Rückkaufswertes
Der Rückkaufswert wird normalerweise durch explizite Vereinbarung jedes Rückkaufwertes zu jedem Kündigungstermin in der Vertragsurkunde vereinbart (Rückkaufswerttabelle, Garantiewerttabelle). Der vertraglich vereinbarte Rückkaufswert darf nicht niedriger als der gesetzliche Mindest-Rückkaufswert (§ 169 Abs. 3 VVG Deutschland, § 176 Abs. 3 VVG Österreich, das VVG Schweiz verlangt in Art. 91 Abs. 3 „angemessene“ Rückkaufswerte unter der Aufsicht der Aufsichtsbehörde) sein. In seltenen Fällen wird nicht für jedes Jahr ein konkreter Rückkaufswert vereinbart, sondern direkt der gesetzliche Mindest-Rückkaufswert. Der gesetzliche Mindest-Rückkaufswert, der auf dem Zeitwert des Vertrages basiert, ist dann an jedem Kündigungstermin entsprechend den dann bestehenden Wertverhältnissen des Vertrages zu bestimmen. Nach Gesetz darf der Zeitwert zur Bestimmung des gesetzlichen Mindest-Rückkaufswertes noch um einen angemessenen Abzug vermindert werden, wenn dieser vereinbart ist. Über dem gesetzlichen Mindest-Rückkaufswert liegende konkret vereinbarte Rückkaufswerte können frei vereinbart werden; insofern ist es hier unerheblich, ob hier noch ein Abzug vereinbart wird oder nicht, solange der sich ergebende Rückkaufswert nicht unter dem gesetzlichen Mindest-Rückkaufswert liegt.

## Gesetzlicher Mindest-Rückkaufswert
Deutsches, österreichisches und schweizerisches Recht sehen gewisse Mindestanforderungen für Rückkaufswerte vor. Schweizerisches Recht überlässt die Feststellung der Angemessenheit der Rückkaufswerte der Aufsichtsbehörde. Deutsches und österreichisches Recht machen detailliertere Vorgaben in § 169 VVG (Deutschland) bzw. in § 176 Abs. 3 VVG (Österreich). Diese Vorgaben sind allerdings nur Mindeststandards, von denen nach § 171 VVG (Deutschland) bzw. § 178 Abs. 2 VVG (Österreich) zugunsten des Versicherungsnehmers abgewichen werden darf. Dies ist in Deutschland der Normalfall, d. h. die von deutschen Versicherern mit den Versicherungsnehmern in den Vertragsurkunden durch individuelle Angabe vereinbarten Rückkaufswerte sind meist für die Versicherungsnehmer günstiger, als gesetzlich gefordert. Die gesetzlichen Anforderungen in Österreich führen meist zu höheren Werten als die deutschen und werden daher in der Regel auch vertraglich so vereinbart.
Grundsätzlich sehen Deutschland und Österreich vor, dass der Rückkaufswert mindestens auf Basis der Rechnungsgrundlagen der Beitragskalkulation zu bestimmen ist. Deutschland bezieht sich hierbei auf das Deckungskapital, Österreich auf den nach den anerkannten Regeln der Versicherungsmathematik bestimmten Zeitwert der Versicherung. Die Anwendung der „anerkannten Regeln der Versicherungsmathematik“ bedeuten einfach, dass der Zeitwert prospektiv unter Berücksichtigung aller zukünftigen auf den Berechnungstermin abgezinsten Zahlungsströme des Vertrages zu berechnen ist, wie auch in der deutschen Gesetzesbegründung zu diesem Gesetz erläutert wird. Dies entspricht auch der Bedeutung des Begriffs „Deckungskapital“. Da bei Vertragsabschluss die Rechnungsgrundlagen der Beitragskalkulation, überwiegend auf Grund der Angaben im Vertrag, feststehen, ergibt sich damit bei Vertragsabschluss eindeutig ein gesetzlicher Mindest-Rückkaufswert für jedes Jahr.
Damit wird aber gesetzlich verlangt, dass Versicherer „garantierte“ Rückkaufswerte gewähren, die nicht mehr vertraglich von irgendwelchen Ereignissen abhängig gemacht werden können. Es wird bezweifelt, dass eine solche gesetzliche Vorgabe dem Recht in der EU und der EFTA entspricht. Möglicherweise bedeutet dies, dass die Vorschrift gemeinschaftsrechtskonform ausgelegt werden muss und demzufolge tatsächlich größere Freiräume bei der vertraglichen Vereinbarung bestehen, als der Gesetzestext vermuten lässt.
In Deutschland lässt § 169 Abs. 6 VVG in bestimmten Fällen eine Senkung auszuzahlender Rückkaufswerte durch den Versicherer zu.
Der so berechnete Wert darf noch um einen vertraglich vereinbarten und angemessenen Stornoabzug (Rückkaufsabschlag) gemindert werden. Der sich danach ergebende Wert ist der gesetzliche Mindest-Rückkaufswert, den der ggf. vertraglich vereinbarte nicht unterschreiten darf. Die im Gesetz verwendeten unbestimmten Rechtsbegriffe, insbesondere 'angemessen', waren lange gerichtlich nicht geklärt. Daher wurden in einer Reihe von Verfahren bis dahin verwendete Klauseln verworfen. Weiter wurde durch den Bundesgerichtshof verlangt, dass zur vertraglichen Vereinbarung, soweit überhaupt möglich, der Abzug als Euro-Betrag anzugeben ist. (Az. IV ZR 201/10).

## Zillmerung und Rückkaufswert
Wegen der Vereinbarung der Rückkaufswerte in Form einer Tabelle oder als Zeitwert ist der Rückkaufswert heute in Deutschland, Österreich und der Schweiz nicht als ein durch Zillmerung zu bestimmender Wert vereinbart. Bis 1994 war z. B. in Deutschland gesetzlich vorgeschrieben, dass die Rückkaufswerte der im Geschäftsplan nach handelsrechtlichen Grundsätzen vorgegebenen Deckungsrückstellung zu entsprechen hatten. Die Deckungsrückstellung wurde meist aufgrund handelsrechtlicher Pflichten durch Zillmerung bestimmt. Seit Änderung des VVG und des VAG im Jahr 1994 haben aber Rückkaufswerte juristisch gesehen nichts mehr mit den handelsrechtlichen Verfahren, auch nicht mit der Zillmerung, zu tun, sondern werden vertraglich eigenständig vereinbart. Aus juristischer Sicht fälschlich wird aber immer noch von „gezillmerten Rückkaufswerten“ gesprochen. Insbesondere wird der gesetzliche Mindest-Rückkaufswert, sowohl der Zeitwert bis 2008 als auch das Deckungskapital danach, nicht durch Zillmerung bestimmt. Es liegt aber im Prinzip des Rückkaufswertes begründet (im Unterschied zur Rückvergütung), dass dieser anfänglich kleiner als die Summe der Beiträge ist.
In der Praxis entspricht die Deckungsrückstellung eines Vertrages meist dem im Vertrag vereinbarten Rückkaufswert, soweit nicht nach Vertragsabschluss sich Umstände ergeben, die handelsrechtlich ein Abweichen der Deckungsrückstellung erfordern.

## Verrechnung von Abschlussaufwendungen
Da Rückkaufswerte ausschließlich zukünftige Rechte und Pflichten aus dem Vertrag berücksichtigen und zudem meistens bei Vertragsabschluss endgültig festgelegt werden, können tatsächlich angefallene Abschlussaufwendungen nicht bei den Rückkaufswerten berücksichtigt oder „angerechnet“ werden. Der Rückkaufswert ist so, wie er zwischen Versicherer und Versicherungsnehmer vereinbart wird, ohne dass es hier zu irgendwelchen „Anrechnungen“ oder „Verrechnungen“ kommt. Das diesbezügliche Missverständnis in der öffentlichen Diskussion beruht darauf, dass das Prinzip des Rückkaufs mit dem der Rückvergütung verwechselt wird, bei der ggf. von der zurückzuzahlenden Summe der bisher geleisteten Beiträge noch anfängliche Abschlussaufwendungen abgezogen werden könnten.

## Transparenz und Verbraucherschutz
Die oft geäußerte Kritik an der Transparenz der Rückkaufswerte hat ihren Grund darin, dass die Vereinbarung über die Rückkaufswerte (Rückkaufswerttabelle) üblicherweise früher erst mit der Zusendung der Vertragsurkunde dem Versicherungsnehmer ausgehändigt wurde. Daher wurden oft die Einzelheiten der vereinbarten Rückkaufswerte, insbesondere deren anfänglich im Vergleich zu den gezahlten Beiträge geringe Höhe, im Beratungsgespräch mit dem Vermittler bei Antragstellung nicht durchgesprochen. Viele Versicherungsnehmer lasen die erhaltene Vertragsurkunde nicht sorgfältig durch und nutzten damit ihre z. B. in Deutschland damals bestehende rechtliche Möglichkeit, bei Nichtgefallen der Einzelheiten des Vertrages innerhalb von 14 Tagen diesen zu widersprechen (§ 5a Abs. 1 VVG), nicht. Da ein Rückkauf insbesondere in der Anfangszeit eines auf eine lange Laufzeit ausgerichteten Vertrages oft sehr nachteilig ist, führt diese verbreitete Unwissenheit zu Bedenken aus Verbraucherschutzsicht. Demzufolge wurde nunmehr im VVG bestimmt, dass sämtliche Informationen über den Vertrag, auch die vertragsindividuellen Rückkaufswerte, vor Vertragsabschluss dem Versicherungsnehmer mitzuteilen sind. In Verbraucherschutzkreisen wird allerdings die dem heute geltenden EU-Recht zu Grunde liegende Annahme bezweifelt, dass die Verbraucher mündig genug sind, Versicherungsprodukte selbst zu beurteilen, so sie denn alle benötigten Informationen darüber haben. Dem Verlangen der EU, Versicherungsprodukte dem mündigen Bürger ohne jede Regulierung anbieten zu dürfen, stellen sie die Forderung nach Mindestregelungen z. B. bei Rückkaufswerten entgegen, um das „Recht auf Uninformiertheit“ zu berücksichtigen. Daher wurde im VVG jetzt nicht nur bestimmt, dass vor Vertragsabschluss über die Rückkaufswerte zu informieren ist, sondern die Rückkaufswerte wurden umfassend durch Vorgabe strikter gesetzlicher Mindestwerte reguliert.

## Richterliche Vertragsergänzung für zwischen 1994 und 2001 abgeschlossene Verträge mit intransparenten Vereinbarungen zum Rückkaufswert
Der Bundesgerichtshof (BGH) hat im Jahre 2001 die vertraglichen Vereinbarungen zu Rückkaufswerten von zwei Versicherern für unwirksam erklärt. Grund war, dass die Rückkaufswerte für die Zeit, wo sie Null sein sollten, nicht explizit vereinbart waren und auch sonst aus den Allgemeinen Geschäftsbedingungen (AGB) die Nachteiligkeit eines Rückkaufes in dieser Zeit nicht direkt erkennbar war. Daher waren die betreffenden Klauseln der AGB wegen mangelnder Transparenz unwirksam. Wegen der Ähnlichkeit der von den Versicherern verwendeten AGB betrifft diese Entscheidung sehr viele Verträge vieler Versicherer, die zwischen der Neugestaltung der Verträge im Jahr 1994 (dem Ende der Genehmigungspflicht der Versicherungsbedingungen durch die Aufsichtsbehörde) und der Änderung infolge des Urteils im Jahr 2001 abgeschlossen wurden. Soweit allerdings im Einzelfall der Nachweis der Intransparenz nicht erbracht werden kann, sind die AGB und damit auch die bisherigen Rückkaufswerte dennoch gültig. Die von den Versicherern für die Verträge dieses Zeitraums nach § 172 VVG vorgenommene Ersetzung der für unwirksam erklärten AGB wurde vom BGH 2005 ebenfalls für unwirksam erklärt, wobei das Problem darin bestand, dass die neuen AGB inhaltsgleich zu den unwirksamen bisherigen waren. Zugleich bestimmte der BGH, wie die durch die Unwirksamkeit der AGB lückenhaft gewordenen Verträge richterlich zu ergänzen sind. Dies läuft etwa darauf hinaus, dass der „halbe“ Nachteil aus der Kündigung zu Lasten des Versicherers geht, die andere Hälfte aber beim Versicherungsnehmer verbleibt. Damit bestätigt der BGH grundsätzlich das Prinzip des Rückkaufswertes als Wert der Rechte auf zukünftige Leistungen und nicht als eine Rückerstattung wenigstens eines Teils der bislang gezahlten Beiträge. Im Fall des Fehlens einer wirksamen Vereinbarung hierzu ist dieses aber etwas zu mildern. Eine Reihe von Versicherungsnehmern, die entsprechende Verträge vor dem Urteil gekündigt und einen Rückkaufswert nach der für unwirksam erklärten AGB erhalten haben, haben auf dieser Grundlage noch Nachforderungsansprüche gegen den Versicherer geltend gemacht. Aus der Unwirksamkeit des Bezugswertes folgerte der BGH, dass auch die Vereinbarung eines darauf basierenden prozentualen Stornoabzugs unwirksam sein müsse.

## Weitere Entwicklung für vor 2008 abgeschlossene Verträge
In der betrieblichen Altersversorgung (bAV) kann nach einem erstinstanzlichen Urteil eines Arbeitsgerichts und Äußerungen eines Richters am Bundesarbeitsgericht die Vereinbarung anfänglich niedriger Rückkaufswerte auch für den Arbeitgeber als Versicherungsnehmer problematisch sein. Der Arbeitgeber könnte hiernach auch ohne Verschulden haften und dem Arbeitnehmer zu Schadenersatz für zu niedrig vereinbarte Rückkaufswerte, z. B. auch wegen unzulässiger Abzüge, verpflichtet sein. Strafrechtlich relevante Tatbestände seitens des Arbeitgebers werden von Einzelmeinungen gesehen.
Das Bundesverfassungsgericht hat 2006 in einem Beschluss zur Nichtannahme einer Verfassungsbeschwerde Bedenken zu dem Prinzip des Rückkaufswertes geäußert und eine Rückvergütung der Beiträge diskutiert. Allerdings erfolgte dieser Beschluss nicht im Rahmen eines Verfahrens, also ohne Anhörung von Experten oder Betroffenen, wie es bei solch komplexen Themen angezeigt wäre.
Der Bundesgerichtshof hat, nicht zuletzt in Reaktion auf den Beschluss des Bundesverfassungsgerichts, 2012 bestimmt, dass die Vereinbarung von Rückkaufswerten, die in der Anfangszeit Null sind, als unangemessene Benachteiligung unwirksam ist. Damit gilt die Unwirksamkeit der Vereinbarungen zum Rückkaufswert, soweit diese in der Anfangszeit Null sind, für alle zwischen 1994 und 2007 abgeschlossenen Verträge unabhängig davon, ob die Vereinbarungen transparent waren oder nicht.
Zu den Urteilen vom 12. Oktober 2005 erläuterte der Bundesgerichtshof in einem Urteil vom 26. Juni 2013, dass mit der hälftigen Teilung der Abschlusskosten nicht nur die anfänglichen Abschlusskostenzuschläge gemeint seien. Vielmehr habe der Versicherer überhaupt nur einen Anspruch in Höhe der Hälfte der anfänglichen Abschlusskostenzuschläge auf Deckung der Abschlusskosten. Alle übrigen in die bereits gezahlten Beiträge eingerechneten Abschlusskostenzuschläge, einschließlich der ratierlich angesetzten, müssten dem Versicherungsnehmer zurückerstattet werden. Hiervon betroffen sind also vertraglich mit dem Versicherungsnehmer vereinbarte „ratierliche Abschlusskostenzuschläge“. Im Normalfall finden solche Vereinbarungen aber nicht statt. Vielmehr werden laufende Kostenzuschläge überhaupt nur in Verwaltungskostenzuschläge und Amortisationszuschläge getrennt. Amortisationszuschläge sind keine Zuschläge zur Deckung der Abschlusskosten des betreffenden Betrages, sondern dienen der Kostendeckung des Bestandes. Die Trennung erfolgt nur zum Zwecke bestimmter statistischer Auswertungen gegenüber der Aufsichtsbehörde (BerVersV Nw 216 Nr. 6). Bei einer Deckungskapitalberechnung könne beide Teile nicht unterschieden werden. 
Weiter bestimmte der Bundesgerichtshof im September 2013, dass die von ihm für Rückkaufswerte aufgestellten Grundsätze auf für Verträge gelten, die zwischen 2001 und 2007 abgeschlossen und wieder gekündigt wurden.

## Die Reform des Versicherungsvertragsrechts 2008
Zum 1. Januar 2008 trat ein reformiertes VVG mit Wirkung für die Rückkaufswertvereinbarungen aller seitdem abgeschlossener Verträge in Kraft. Hiernach sind die Rückkaufswerte nicht mehr wie zuvor wenigstens in Höhe des Zeitwertes des Vertrages zu vereinbaren, sondern der Rückkaufswert ist nach § 169 VVG in Höhe des Deckungskapitals des Vertrages zu vereinbaren, das sich bei Verwendung der gleichen Annahmen wie in der Kalkulation des Beitrags ergibt. Hierbei dürfen Abschlusskosten im Rahmen der erwarteten zukünftigen Ausgaben nur über 5 Jahre verteilt angesetzt werden und höchstens in Höhe des Höchstzillmersatzes. Dies hat zur Folge, dass die Rückkaufswerte praktisch immer von Beginn an positiv sind und damit bei Rückkauf ein Teil der bereits gezahlten Beiträge zurückgezahlt wird.